# Liste der denkmalgeschützten Objekte in Hallein-Hallein/A–H
Die Liste der denkmalgeschützten Objekte in Hallein-Hallein enthält die 319 denkmalgeschützten, unbeweglichen Objekte der Katastralgemeinde Hallein (Straßennamen A–H) der Stadt Hallein im salzburgischen Bezirk Hallein.

## Denkmäler
| Foto  |                 | Denkmal                                                                                             | Standort                                                       | Beschreibung | Metadaten |
| ----- | --------------- | --------------------------------------------------------------------------------------------------- | -------------------------------------------------------------- | --- | --- |
| ja    | Datei hochladen | Wohnhaus HERIS-ID: 9128 Objekt-ID: 5096                                                             | Antoniusweg 3 Standort KG: Hallein                             | | BDA-Hist.: Q38027855 Status: Bescheid Stand der BDA-Liste: 2025-06-30 Name: Wohnhaus GstNr.: 50, .61/2 |
| ja    | Datei hochladen | Wohnhaus HERIS-ID: 9129 Objekt-ID: 5097                                                             | Antoniusweg 5 Standort KG: Hallein                             | | BDA-Hist.: Q38027866 Status: Bescheid Stand der BDA-Liste: 2025-06-30 Name: Wohnhaus GstNr.: .61/1 |
| ja    | Datei hochladen | Wohnhaus HERIS-ID: 9090 Objekt-ID: 5058                                                             | Augustinergasse 1 Standort KG: Hallein                         | | BDA-Hist.: Q38027364 Status: Bescheid Stand der BDA-Liste: 2025-06-30 Name: Wohnhaus GstNr.: .371 |
| ja    | Datei hochladen | Wohnhaus HERIS-ID: 9091 Objekt-ID: 5059                                                             | Augustinergasse 2 Standort KG: Hallein                         | | BDA-Hist.: Q38027397 Status: Bescheid Stand der BDA-Liste: 2025-06-30 Name: Wohnhaus GstNr.: .364 |
| ja    | Datei hochladen | Wohnhaus HERIS-ID: 9092 Objekt-ID: 5060                                                             | Augustinergasse 4 Standort KG: Hallein                         | | BDA-Hist.: Q38027407 Status: Bescheid Stand der BDA-Liste: 2025-06-30 Name: Wohnhaus GstNr.: .400 |
| ja    | Datei hochladen | Wehranlage im Bereich Augustinergasse HERIS-ID: 9377 Objekt-ID: 5350                                | bei Augustinergasse 4 Standort KG: Hallein                     | Die Wehranlage wurde im 19. Jahrhundert für Löschzwecke errichtet. | BDA-Hist.: Q38034931 Status: Bescheid Stand der BDA-Liste: 2025-06-30 Name: Wehranlage im Bereich Augustinergasse GstNr.: 298/4                                                                                |
| ja    | Datei hochladen | Wohnhaus HERIS-ID: 9093 Objekt-ID: 5061                                                             | Augustinergasse 5 Standort KG: Hallein                         | | BDA-Hist.: Q38027429 Status: Bescheid Stand der BDA-Liste: 2025-06-30 Name: Wohnhaus GstNr.: .397 Augustinergasse 5 (Hallein)                                                                                  |
| ja    | Datei hochladen | Wohnhaus HERIS-ID: 9094 Objekt-ID: 5062                                                             | Augustinergasse 6 Standort KG: Hallein                         | | BDA-Hist.: Q38027438 Status: Bescheid Stand der BDA-Liste: 2025-06-30 Name: Wohnhaus GstNr.: .337/1 Augustinergasse 6 (Hallein)                                                                                |
| ja    | Datei hochladen | Ehem. Mühle des Stiftes Nonnberg HERIS-ID: 9095 Objekt-ID: 5063                                     | Augustinergasse 7 Standort KG: Hallein                         | Der freistehende dreigeschoßige Bau mit Krüppelwalmdach ist im Kern mittelalterlich. Auf dem Dachbalken befinden sich die Jahreszahlen 1378–1975. | BDA-Hist.: Q38027450 Status: Bescheid Stand der BDA-Liste: 2025-06-30 Name: Ehem. Mühle des Stiftes Nonnberg GstNr.: 201 Ehem. Mühle des Stiftes Nonnberg, Hallein                                             |
| ja    | Datei hochladen | Wohnhaus HERIS-ID: 9096 Objekt-ID: 5064                                                             | Banngasse 1 Standort KG: Hallein                               | | BDA-Hist.: Q38027462 Status: Bescheid Stand der BDA-Liste: 2025-06-30 Name: Wohnhaus GstNr.: .114 |
| ja    | Datei hochladen | Bürgerhaus HERIS-ID: 9097 Objekt-ID: 5065                                                           | Banngasse 3 Standort KG: Hallein                               | | BDA-Hist.: Q38027483 Status: Bescheid Stand der BDA-Liste: 2025-06-30 Name: Bürgerhaus GstNr.: .115 |
| ja    | Datei hochladen | Bürgerhaus HERIS-ID: 9098 Objekt-ID: 5066                                                           | Banngasse 5 Standort KG: Hallein                               | | BDA-Hist.: Q38027505 Status: Bescheid Stand der BDA-Liste: 2025-06-30 Name: Bürgerhaus GstNr.: .116 |
| ja    | Datei hochladen | Wohnhaus HERIS-ID: 9099 Objekt-ID: 5067                                                             | Banngasse 7 Standort KG: Hallein                               | | BDA-Hist.: Q38027514 Status: Bescheid Stand der BDA-Liste: 2025-06-30 Name: Wohnhaus GstNr.: .117 |
| ja    | Datei hochladen | Bürgerhaus HERIS-ID: 9100 Objekt-ID: 5068                                                           | Bayrhamerplatz 1 Standort KG: Hallein                          | | BDA-Hist.: Q38027523 Status: Bescheid Stand der BDA-Liste: 2025-06-30 Name: Bürgerhaus GstNr.: .256 Bayrhamerplatz 1, Hallein                                                                                  |
| ja    | Datei hochladen | Bürgerhaus HERIS-ID: 9101 Objekt-ID: 5069                                                           | Bayrhamerplatz 2 Standort KG: Hallein                          | | BDA-Hist.: Q38027534 Status: Bescheid Stand der BDA-Liste: 2025-06-30 Name: Bürgerhaus GstNr.: .253/2 |
| ja    | Datei hochladen | Bürgerhaus HERIS-ID: 9102 Objekt-ID: 5070                                                           | Bayrhamerplatz 6 Standort KG: Hallein                          | | BDA-Hist.: Q38027550 Status: Bescheid Stand der BDA-Liste: 2025-06-30 Name: Bürgerhaus GstNr.: .223 |
| ja    | Datei hochladen | Bürgerhaus HERIS-ID: 9103 Objekt-ID: 5071                                                           | Bayrhamerplatz 7 Standort KG: Hallein                          | Das dreigeschoßige Bürgerhaus stammt im Kern aus dem 16. Jahrhundert. | BDA-Hist.: Q38027561 Status: Bescheid Stand der BDA-Liste: 2025-06-30 Name: Bürgerhaus GstNr.: .224/1 Bayrhamerplatz 7, Hallein                                                                                |
| ja    | Datei hochladen | Bürgerhaus HERIS-ID: 9104 Objekt-ID: 5072                                                           | Bayrhamerplatz 8 Standort KG: Hallein                          | Das im Kern aus dem 16. Jahrhundert stammende Bürgerhaus fällt durch seinen barock geschwungenen abgesetzten Giebel und sein abgefastes spätmittelalterliches Rundbogenportal auf. Seit 1992 beherbergt es den Kunstraum "1Blick. Kunst im Vorhaus" | BDA-Hist.: Q38027572 Status: Bescheid Stand der BDA-Liste: 2025-06-30 Name: Bürgerhaus GstNr.: .225 Bayrhamerplatz 8, Hallein                                                                                  |
| ja    | Datei hochladen | Bürgerhaus HERIS-ID: 9105 Objekt-ID: 5073                                                           | Bayrhamerplatz 9 Standort KG: Hallein                          | Das dreigeschoßige Bürgerhaus stammt im Kern aus dem 16. Jahrhundert. | BDA-Hist.: Q38027589 Status: Bescheid Stand der BDA-Liste: 2025-06-30 Name: Bürgerhaus GstNr.: .226 |
| ja    | Datei hochladen | Ehem. Grübl-Bräu, Stadtkrug HERIS-ID: 9106 Objekt-ID: 5074                                          | Bayrhamerplatz 10 Standort KG: Hallein                         | Der dreigeschoßige Gasthof Stadtkrug stammt im Kern aus dem 16. Jahrhundert und erhielt im frühen 19. Jahrhundert die Fensterumrahmungen. | BDA-Hist.: Q38027599 Status: Bescheid Stand der BDA-Liste: 2025-06-30 Name: Ehem. Grübl-Bräu, Stadtkrug GstNr.: .220/1 Bayrhamerplatz 10, Hallein                                                              |
| ja    | Datei hochladen | Bürgerhaus HERIS-ID: 9107 Objekt-ID: 5075                                                           | Bräuerstraße 3 Standort KG: Hallein                            | | BDA-Hist.: Q38027610 Status: Bescheid Stand der BDA-Liste: 2025-06-30 Name: Bürgerhaus GstNr.: .37/2 |
| ja    | Datei hochladen | Bürgerhaus HERIS-ID: 9108 Objekt-ID: 5076                                                           | Bräuerstraße 5 Standort KG: Hallein                            | | BDA-Hist.: Q38027624 Status: Bescheid Stand der BDA-Liste: 2025-06-30 Name: Bürgerhaus GstNr.: .37/1 |
| ja    | Datei hochladen | Wohnhaus HERIS-ID: 111021 Objekt-ID: 128796                                                         | Bräuerstraße 6 Standort KG: Hallein                            | | BDA-Hist.: Q37821489 Status: Bescheid Stand der BDA-Liste: 2025-06-30 Name: Wohnhaus GstNr.: .175 |
| ja    | Datei hochladen | Bürgerhaus HERIS-ID: 9110 Objekt-ID: 5078                                                           | Bräuerstraße 7 Standort KG: Hallein                            | | BDA-Hist.: Q38027635 Status: Bescheid Stand der BDA-Liste: 2025-06-30 Name: Bürgerhaus GstNr.: .35 |
| ja    | Datei hochladen | Ehem. Salzburger Textilwerk HERIS-ID: 9111 Objekt-ID: 5079                                          | Bräuerstraße 9 Standort KG: Hallein                            | | BDA-Hist.: Q38027654 Status: Bescheid Stand der BDA-Liste: 2025-06-30 Name: Ehem. Salzburger Textilwerk GstNr.: .34                                                                                            |
| ja    | Datei hochladen | Bürgerhaus HERIS-ID: 9113 Objekt-ID: 5081                                                           | Bräuerstraße 11 Standort KG: Hallein                           | | BDA-Hist.: Q38027674 Status: Bescheid Stand der BDA-Liste: 2025-06-30 Name: Bürgerhaus GstNr.: .33 |
| ja    | Datei hochladen | Gasthaus Grafinger HERIS-ID: 9115 Objekt-ID: 5083                                                   | Bräuerstraße 13 Standort KG: Hallein                           | | BDA-Hist.: Q38027710 Status: Bescheid Stand der BDA-Liste: 2025-06-30 Name: Gasthaus Grafinger GstNr.: .31 |
| ja    | Datei hochladen | Ehem. Sitz der Salzhandelsgenossenschaft HERIS-ID: 9118 Objekt-ID: 5086                             | Bruckhäuserplatz 1 Standort KG: Hallein                        | Das dreigeschoßige Haus mit Grabendach stammt im Kern aus dem 15. Jahrhundert. Das Niveau des Erdgeschoßes liegt um drei Stufen tiefer als der Bruckhäuserplatz. | BDA-Hist.: Q38027739 Status: Bescheid Stand der BDA-Liste: 2025-06-30 Name: Ehem. Sitz der Salzhandelsgenossenschaft GstNr.: .290                                                                              |
| ja    | Datei hochladen | Ehem. Sitz der Salzhandelsgenossenschaft HERIS-ID: 9119 Objekt-ID: 5087                             | Bruckhäuserplatz 2 Standort KG: Hallein                        | Das dreigeschoßige Haus mit Grabendach stammt im Kern aus dem 15. Jahrhundert. Das Niveau des Erdgeschoßes liegt um drei Stufen tiefer als der Bruckhäuserplatz. | BDA-Hist.: Q38027748 Status: Bescheid Stand der BDA-Liste: 2025-06-30 Name: Ehem. Sitz der Salzhandelsgenossenschaft GstNr.: .237/1                                                                            |
| ja    | Datei hochladen | Wohnhaus HERIS-ID: 9120 Objekt-ID: 5088                                                             | Bruckhäuserplatz 3 Standort KG: Hallein                        | | BDA-Hist.: Q38027759 Status: Bescheid Stand der BDA-Liste: 2025-06-30 Name: Wohnhaus GstNr.: .245 |
| ja    | Datei hochladen | Brunnen am Bürgerspitalplatz HERIS-ID: 9384 Objekt-ID: 5357                                         | vor Bürgerspitalplatz 6 Standort KG: Hallein                   | Über dem quadratischen Becken des Brunnens am Bürgerspitalplatz steht eine Figur der heiligen Elisabeth aus dem Jahr 1659. | BDA-Hist.: Q38035241 Status: Bescheid Stand der BDA-Liste: 2025-06-30 Name: Brunnen am Bürgerspitalplatz GstNr.: 295/11 Elisabethbrunnen, Hallein                                                              |
| ja    | Datei hochladen | Bürgerhaus HERIS-ID: 9121 Objekt-ID: 5089                                                           | Bürgerspitalplatz 1 Standort KG: Hallein                       | | BDA-Hist.: Q38027769 Status: Bescheid Stand der BDA-Liste: 2025-06-30 Name: Bürgerhaus GstNr.: .44 |
| ja    | Datei hochladen | Bürgerhaus HERIS-ID: 9122 Objekt-ID: 5090                                                           | Bürgerspitalplatz 2 Standort KG: Hallein                       | | BDA-Hist.: Q38027793 Status: Bescheid Stand der BDA-Liste: 2025-06-30 Name: Bürgerhaus GstNr.: .43 |
| ja    | Datei hochladen | Bürgerhaus HERIS-ID: 9123 Objekt-ID: 5091                                                           | Bürgerspitalplatz 4 Standort KG: Hallein                       | | BDA-Hist.: Q38027812 Status: Bescheid Stand der BDA-Liste: 2025-06-30 Name: Bürgerhaus GstNr.: .41 Bürgerhaus, Bürgerspitalplatz 4, Hallein                                                                    |
| ja    | Datei hochladen | Turnhalle HERIS-ID: 9124 Objekt-ID: 5092                                                            | Bürgerspitalplatz 5 Standort KG: Hallein                       | | BDA-Hist.: Q38027823 Status: Bescheid Stand der BDA-Liste: 2025-06-30 Name: Turnhalle GstNr.: .39, .40 Turnhalle, Bürgerspitalplatz 5, Hallein                                                                 |
| ja    | Datei hochladen | Bürgerspital HERIS-ID: 9125 Objekt-ID: 5093                                                         | Bürgerspitalplatz 6 Standort KG: Hallein                       | Der große Gebäudekomplex des ehemaligen Bürgerspitals ist im Kern spätmittelalterlich, in seinem heutigen Aussehen jedoch von mehreren Bauphasen geprägt. Anmerkung: Das ehemalige Bürgerspital mit der Bürgerspitalskapelle hl. Kreuz bilden einen Block mit den Adressen Bürgerspitalplatz 6, Schifferplatz 1 und 2. | BDA-Hist.: Q38027831 Status: Bescheid Stand der BDA-Liste: 2025-06-30 Name: Bürgerspital GstNr.: .170 Bürgerspital and church Holy Cross, Hallein                                                              |
| ja    | Datei hochladen | Bürgerspitalskapelle Hl. Kreuz HERIS-ID: 9385 Objekt-ID: 5358                                       | bei Bürgerspitalplatz 6 / Schifferplatz 1 Standort KG: Hallein | Die Kapelle ist im Nordosten in den Gebäudekomplex des ehemaligen Bürgerspitals integriert und von einer Erweiterung im 18. Jahrhundert geprägt. Das profilierte Marmorportal stammt aus dem späten 17. Jahrhundert, der Glockenturm mit Zwiebelhelm aus dem Jahr 1798. Anmerkung: Das ehemalige Bürgerspital mit der Bürgerspitalskapelle hl. Kreuz bilden einen Block mit den Adressen Bürgerspitalplatz 6, Schifferplatz 1 und 2. | BDA-Hist.: Q38035253 Status: Bescheid Stand der BDA-Liste: 2025-06-30 Name: Bürgerspitalskapelle Hl. Kreuz GstNr.: .169 Bürgerspital and church Holy Cross, Hallein                                            |
| ja    | Datei hochladen | Wohnhaus HERIS-ID: 9258 Objekt-ID: 5229                                                             | Bürgerspitalplatz 8 Standort KG: Hallein                       | Anmerkung: Identadresse Niedertorplatz 4 | BDA-Hist.: Q38031569 Status: Bescheid Stand der BDA-Liste: 2025-06-30 Name: Wohnhaus GstNr.: .121 Niedertorplatz 4 = Bürgerspitalplatz 8, Hallein                                                              |
| ja    | Datei hochladen | Wohnhaus HERIS-ID: 9126 Objekt-ID: 5094                                                             | Bürgerspitalplatz 9 Standort KG: Hallein                       | | BDA-Hist.: Q38027838 Status: Bescheid Stand der BDA-Liste: 2025-06-30 Name: Wohnhaus GstNr.: .120 |
| ja    | Datei hochladen | Cordon-Haus HERIS-ID: 8908 Objekt-ID: 4871                                                          | Burgfriedstraße 1 Standort KG: Hallein                         | Das freistehende viergeschoßige Gebäude mit Krüppelwalmdach stammt im Kern aus dem Spätmittelalter. Im 19. Jahrhundert diente es als Spital; im Jahr 1909 wurde es umgebaut. | BDA-Hist.: Q38022796 Status: Bescheid Stand der BDA-Liste: 2025-06-30 Name: Cordon-Haus GstNr.: .455/1 |
| ja    | Datei hochladen | Ehem. Pestspital HERIS-ID: 8912 Objekt-ID: 4875                                                     | Davisstraße 34 Standort KG: Hallein                            | Das dreigeschoßige Gebäude mit steilem Satteldach wurde 1606 erbaut und erlitt im Jahr 1943 Beschädigungen durch Bomben. | BDA-Hist.: Q38022923 Status: Bescheid Stand der BDA-Liste: 2025-06-30 Name: Ehem. Pestspital GstNr.: 406 |
| ja    | Datei hochladen | Evang. Pfarrkirche A. u. H.B. (Schaitbergerkirche) mit Pfarrhaus samt Anbau HERIS-ID: 8900seit 2025 | bei Davisstraße 38 Standort KG: Hallein                        | → Hauptartikel : Schaitbergerkirche f1 | BDA-Hist.: Q135167756 Status: Bescheid Stand der BDA-Liste: 2025-06-30 Name: Evang. Pfarrkirche A. u. H.B. (Schaitbergerkirche) mit Pfarrhaus samt Anbau GstNr.: 640/1 Evangelische Pfarrkirche Hallein        |
| ja    | Datei hochladen | Bundesforstverwaltung HERIS-ID: 8913 Objekt-ID: 4876                                                | Dorrekstraße 2 Standort KG: Hallein                            | Das Gebäude stammt von Martin Knoll aus dem Jahr 1924. | BDA-Hist.: Q38022934 Status: Bescheid Stand der BDA-Liste: 2025-06-30 Name: Bundesforstverwaltung GstNr.: .293                                                                                                 |
| ja    | Datei hochladen | Pavillon und Stadtmauer HERIS-ID: 9127 Objekt-ID: 5095                                              | bei Dorrekstraße 2 Standort KG: Hallein                        | | BDA-Hist.: Q38027845 Status: Bescheid Stand der BDA-Liste: 2025-06-30 Name: Pavillon und Stadtmauer GstNr.: .421                                                                                               |
| ja    | Datei hochladen | Altersheim der Firma Borregaard HERIS-ID: 8914 Objekt-ID: 4877                                      | Dorrekstraße 26 Standort KG: Hallein                           | Das Altersheim in sachlichen, symmetrischen Formen wurde 1932 von Josef Friedl erbaut. Es ist wie eine Kleinwohnungsanlage strukturiert und weist keine Gemeinschaftsräume auf. | BDA-Hist.: Q38022944 Status: Bescheid Stand der BDA-Liste: 2025-06-30 Name: Altersheim der Firma Borregaard GstNr.: 133/23 Altersheim der Firma Borregaard                                                     |
| ja    | Datei hochladen | Grabkapelle Schlederer HERIS-ID: 8915 Objekt-ID: 4878                                               | bei Döttlstraße 9 Standort KG: Hallein                         | Grabmal auf dem Friedhof Hallein | BDA-Hist.: Q38022952 Status: § 2a Stand der BDA-Liste: 2025-06-30 Name: Grabkapelle Schlederer GstNr.: 414 |
| ja    | Datei hochladen | Friedhofskapelle HERIS-ID: 8916 Objekt-ID: 4879                                                     | bei Döttlstraße 9 Standort KG: Hallein                         | Die Friedhofskapelle im Friedhof Hallein ist ein neugotischer Ziegelbau aus dem Jahr 1895 mit hohem Westturm. Der einschiffige Innenraum weist mit 1895 bezeichnete Glasfenster sowie einen 1899 errichteten neugotischen Altar auf. | BDA-Hist.: Q38022973 Status: § 2a Stand der BDA-Liste: 2025-06-30 Name: Friedhofskapelle GstNr.: .477 Städtischer Friedhof Hallein                                                                             |
| ja    | Datei hochladen | Grabmal Dr. Carl Kellner HERIS-ID: 8917 Objekt-ID: 4880                                             | bei Döttlstraße 9 Standort KG: Hallein                         | Das monumentale Grabmal für Carl Kellner im Stil des Sezessionismus befindet sich an der Außenwand der Friedhofskapelle und ist mit 1906 bezeichnet. | BDA-Hist.: Q38023023 Status: § 2a Stand der BDA-Liste: 2025-06-30 Name: Grabmal Dr. Carl Kellner GstNr.: 414                                                                                                   |
| ja    | Datei hochladen | Fuchsturm HERIS-ID: 26338 Objekt-ID: 22809seit 2013                                                 | Dürrnberg-Landesstraße 15, bei Standort KG: Hallein            | Der bogenförmige Hausdurchgang war ein Stadttor von Hallein und ist heute zugebaut. | BDA-Hist.: Q37901319 Status: Bescheid Stand der BDA-Liste: 2025-06-30 Name: Fuchsturm GstNr.: 222 Fuchsturm (Hallein)                                                                                          |
| ja    | Datei hochladen | Café und Pension Mikl HERIS-ID: 9130 Objekt-ID: 5098                                                | Ederstraße 2 Standort KG: Hallein                              | | BDA-Hist.: Q38027879 Status: Bescheid Stand der BDA-Liste: 2025-06-30 Name: Café und Pension Mikl GstNr.: .205                                                                                                 |
| ja    | Datei hochladen | Bürgerhaus HERIS-ID: 9131 Objekt-ID: 5099                                                           | Ederstraße 3 Standort KG: Hallein                              | | BDA-Hist.: Q38027888 Status: Bescheid Stand der BDA-Liste: 2025-06-30 Name: Bürgerhaus GstNr.: .140 |
| ja    | Datei hochladen | Bürgerhaus HERIS-ID: 9132 Objekt-ID: 5100                                                           | Ederstraße 4 Standort KG: Hallein                              | | BDA-Hist.: Q38027903 Status: Bescheid Stand der BDA-Liste: 2025-06-30 Name: Bürgerhaus GstNr.: .204 |
| ja    | Datei hochladen | Bürgerhaus, Steueramtsgebäude HERIS-ID: 9133 Objekt-ID: 5101                                        | Ederstraße 6 Standort KG: Hallein                              | | BDA-Hist.: Q38027914 Status: Bescheid Stand der BDA-Liste: 2025-06-30 Name: Bürgerhaus, Steueramtsgebäude GstNr.: .203/1                                                                                       |
| ja    | Datei hochladen | Wohnhaus HERIS-ID: 9134 Objekt-ID: 5102                                                             | Ederstraße 8 Standort KG: Hallein                              | | BDA-Hist.: Q38027935 Status: Bescheid Stand der BDA-Liste: 2025-06-30 Name: Wohnhaus GstNr.: .198 |
| ja    | Datei hochladen | Färberhaus, ehem. Stiftsmühle St. Peter HERIS-ID: 9135 Objekt-ID: 5103                              | Färbertorgasse 1 Standort KG: Hallein                          | Die ehemalige Stiftsmühle von St. Peter stammt im Kern aus dem 15. Jahrhundert. | BDA-Hist.: Q38027945 Status: Bescheid Stand der BDA-Liste: 2025-06-30 Name: Färberhaus, ehem. Stiftsmühle St. Peter GstNr.: .340 Färberhaus (Hallein)                                                          |
| ja BW | Datei hochladen | Mädchenpensionat der Schulschwestern HERIS-ID: 9370 Objekt-ID: 5343                                 | Ferchlstraße 7 Standort KG: Hallein                            | Hauptschule und Mädchenpensionat der Schulschwestern wurden 1928/29 nach Plänen von Hans Steineder erbaut. Das Gebäude wird heutzutage als Modeschule geführt. | BDA-Hist.: Q38034674 Status: Bescheid Stand der BDA-Liste: 2025-06-30 Name: Mädchenpensionat der Schulschwestern GstNr.: .424/1, .424/2                                                                        |
| ja    | Datei hochladen | Wohnhaus HERIS-ID: 9136 Objekt-ID: 5104                                                             | Ferchlstraße 8 Standort KG: Hallein                            | Das Eingangsportal zu dem dreigeschoßigen, im Kern spätmittelalterlichen Eckhaus ist mit 1786 bezeichnet. | BDA-Hist.: Q38027955 Status: Bescheid Stand der BDA-Liste: 2025-06-30 Name: Wohnhaus GstNr.: .352 |
| ja    | Datei hochladen | Wohnhaus HERIS-ID: 9137 Objekt-ID: 5105                                                             | Ferchlstraße 10 Standort KG: Hallein                           | | BDA-Hist.: Q38027978 Status: Bescheid Stand der BDA-Liste: 2025-06-30 Name: Wohnhaus GstNr.: .353 |
| ja    | Datei hochladen | Ehem. Waisenhaus, Vikarhaus, Dienstbotenspital HERIS-ID: 9138 Objekt-ID: 5106                       | Ferchlstraße 12 Standort KG: Hallein                           | Der viergeschoßige Bau diente von 1758 bis 1814 als Waisenhaus sowie von 1832 bis 1894 als Dienstbotenspital. | BDA-Hist.: Q38027989 Status: Bescheid Stand der BDA-Liste: 2025-06-30 Name: Ehem. Waisenhaus, Vikarhaus, Dienstbotenspital GstNr.: .413                                                                        |
| ja    | Datei hochladen | Wohnhaus HERIS-ID: 9139 Objekt-ID: 5107                                                             | Ferchlstraße 14 Standort KG: Hallein                           | Das dreigeschoßige Wohnhaus wurde im 16. Jahrhundert erbaut und später mehrfach renoviert oder verändert. | BDA-Hist.: Q38028011 Status: Bescheid Stand der BDA-Liste: 2025-06-30 Name: Wohnhaus GstNr.: .412 |
| ja    | Datei hochladen | Bürgerhaus, Adamshaus, Chorregentenhaus HERIS-ID: 9140 Objekt-ID: 5108                              | Ferchlstraße 16 Standort KG: Hallein                           | Das dreigeschoßige Bürgerhaus mit Hohlkehle wurde im 16. Jahrhundert erbaut. Die Fensterumrahmungen stammen vom Anfang des 19. Jahrhunderts. | BDA-Hist.: Q38028036 Status: Bescheid Stand der BDA-Liste: 2025-06-30 Name: Bürgerhaus, Adamshaus, Chorregentenhaus GstNr.: .411 Hallein Ferchlstraße 16                                                       |
| ja    | Datei hochladen | Bürgerhaus HERIS-ID: 9141 Objekt-ID: 5109                                                           | Ferchlstraße 18 Standort KG: Hallein                           | | BDA-Hist.: Q38028057 Status: Bescheid Stand der BDA-Liste: 2025-06-30 Name: Bürgerhaus GstNr.: .410 |
| ja    | Datei hochladen | Wohnhaus HERIS-ID: 9142 Objekt-ID: 5110                                                             | Ferchlstraße 20 Standort KG: Hallein                           | | BDA-Hist.: Q38028077 Status: Bescheid Stand der BDA-Liste: 2025-06-30 Name: Wohnhaus GstNr.: .409 Hallein Ferchlstraße 20                                                                                      |
| ja    | Datei hochladen | Wohnhaus HERIS-ID: 9143 Objekt-ID: 5111                                                             | Ferchlstraße 22 Standort KG: Hallein                           | Das unmittelbar an Nr. 24 gebaute dreigeschoßige Haus ist im Kern spätmittelalterlich. | BDA-Hist.: Q38028114 Status: Bescheid Stand der BDA-Liste: 2025-06-30 Name: Wohnhaus GstNr.: .408 |
| ja    | Datei hochladen | Wohnhaus HERIS-ID: 9144 Objekt-ID: 5112                                                             | Ferchlstraße 24 Standort KG: Hallein                           | Das unmittelbar an Nr. 22 gebaute dreigeschoßige Haus ist im Kern spätmittelalterlich. | BDA-Hist.: Q38028166 Status: Bescheid Stand der BDA-Liste: 2025-06-30 Name: Wohnhaus GstNr.: .407 |
| ja    | Datei hochladen | Haus Miriam HERIS-ID: 9145 Objekt-ID: 5113                                                          | Ferchlstraße 26 Standort KG: Hallein                           | | BDA-Hist.: Q38028186 Status: Bescheid Stand der BDA-Liste: 2025-06-30 Name: Haus Miriam GstNr.: .406 |
| ja    | Datei hochladen | Ehem. Mühle am Antlesbach, ehem. Spital HERIS-ID: 9146 Objekt-ID: 5114                              | Ferchlstraße 28 Standort KG: Hallein                           | Das große dreigeschoßige Gebäude stammt im Kern aus dem 16. Jahrhundert. Im Jahr 1894 wurde es zu einem Spital und 1980 zu einer Volksschule umgebaut. | BDA-Hist.: Q38028207 Status: Bescheid Stand der BDA-Liste: 2025-06-30 Name: Ehem. Mühle am Antlesbach, ehem. Spital GstNr.: 172/1                                                                              |
| ja    | Datei hochladen | Wohnhaus HERIS-ID: 9147 Objekt-ID: 5115                                                             | Florianiplatz 1 Standort KG: Hallein                           | | BDA-Hist.: Q38028287 Status: Bescheid Stand der BDA-Liste: 2025-06-30 Name: Wohnhaus GstNr.: .282 |
| ja    | Datei hochladen | Wohnhaus HERIS-ID: 9148 Objekt-ID: 5116                                                             | Florianiplatz 2 Standort KG: Hallein                           | | BDA-Hist.: Q38028309 Status: Bescheid Stand der BDA-Liste: 2025-06-30 Name: Wohnhaus GstNr.: .296 |
| ja    | Datei hochladen | Bürgerhaus HERIS-ID: 9149 Objekt-ID: 5117                                                           | Florianiplatz 3 Standort KG: Hallein                           | Das viergeschoßige giebelständige Haus stammt im Kern aus dem 16. Jahrhundert. | BDA-Hist.: Q38028329 Status: Bescheid Stand der BDA-Liste: 2025-06-30 Name: Bürgerhaus GstNr.: .297 |
| ja    | Datei hochladen | Bürgerhaus HERIS-ID: 9150 Objekt-ID: 5118                                                           | Florianiplatz 4 Standort KG: Hallein                           | Das viergeschoßige giebelständige Haus stammt im Kern aus dem 16. Jahrhundert. | BDA-Hist.: Q38028339 Status: Bescheid Stand der BDA-Liste: 2025-06-30 Name: Bürgerhaus GstNr.: .298 |
| ja    | Datei hochladen | Bürgerhaus HERIS-ID: 9151 Objekt-ID: 5119                                                           | Florianiplatz 5a Standort KG: Hallein                          | | BDA-Hist.: Q38028348 Status: Bescheid Stand der BDA-Liste: 2025-06-30 Name: Bürgerhaus GstNr.: .299/2 |
| ja    | Datei hochladen | Bürgerkorpskapelle, ehem. Kinderbewahranstalt HERIS-ID: 9152 Objekt-ID: 5120                        | Florianiplatz 6 Standort KG: Hallein                           | Die ehemalige Kleinkinderbewahranstalt wurde im Jahr 1846 erbaut. | BDA-Hist.: Q38028385 Status: Bescheid Stand der BDA-Liste: 2025-06-30 Name: Bürgerkorpskapelle, ehem. Kinderbewahranstalt GstNr.: .300 Bürgerkorpskapelle, ehem. Kinderbewahranstalt, Florianiplatz 6, Hallein |
| ja    | Datei hochladen | Bürgerhaus HERIS-ID: 9153 Objekt-ID: 5121                                                           | Florianiplatz 7 Standort KG: Hallein                           | Das zweigeschoßige Bürgerhaus mit einfachen späthistoristischen Fensterumrahmungen stammt aus der 2. Hälfte des 19. Jahrhunderts. | BDA-Hist.: Q38028413 Status: Bescheid Stand der BDA-Liste: 2025-06-30 Name: Bürgerhaus GstNr.: .303 Florianiplatz 7, Hallein                                                                                   |
| ja    | Datei hochladen | Bürgerhaus HERIS-ID: 9154 Objekt-ID: 5122                                                           | Florianiplatz 8 Standort KG: Hallein                           | Das dreigeschoßige Bürgerhaus mit Krüppelwalmdach stammt in Kern aus der Barockzeit, wurde aber später erneuert. | BDA-Hist.: Q38028424 Status: Bescheid Stand der BDA-Liste: 2025-06-30 Name: Bürgerhaus GstNr.: .302 Florianiplatz 8, Hallein                                                                                   |
| ja    | Datei hochladen | Bürgerhaus HERIS-ID: 9155 Objekt-ID: 5123                                                           | Florianiplatz 9 Standort KG: Hallein                           | Das Bürgerhaus besteht aus zwei sehr unterschiedlichen Gebäudeteilen. Der dreigeschoßige Bau mit Grabendach ist in der Bausubstanz spätmittelalterlich; der vorspringende Teil entstand wohl erst im 19. Jahrhundert. | BDA-Hist.: Q38028433 Status: Bescheid Stand der BDA-Liste: 2025-06-30 Name: Bürgerhaus GstNr.: .277 Florianiplatz 9, Hallein                                                                                   |
| ja    | Datei hochladen | Wohnhaus HERIS-ID: 9156 Objekt-ID: 5124                                                             | Florianiplatz 10 Standort KG: Hallein                          | Anmerkung: In dem Gebäude befindet sich die zweitgrößte Moschee von Hallein, die Fatih-Moschee. | BDA-Hist.: Q38028444 Status: Bescheid Stand der BDA-Liste: 2025-06-30 Name: Wohnhaus GstNr.: .280 |
| ja    | Datei hochladen | Wohnhaus, Bauernhaus HERIS-ID: 9157 Objekt-ID: 5125                                                 | Gamperstraße 2 Standort KG: Hallein                            | | BDA-Hist.: Q38028452 Status: Bescheid Stand der BDA-Liste: 2025-06-30 Name: Wohnhaus, Bauernhaus GstNr.: .311/1                                                                                                |
| ja    | Datei hochladen | Wohnhaus HERIS-ID: 9158 Objekt-ID: 5126                                                             | Gampertorplatz 3 Standort KG: Hallein                          | | BDA-Hist.: Q38028461 Status: Bescheid Stand der BDA-Liste: 2025-06-30 Name: Wohnhaus GstNr.: .311/2 |
| ja    | Datei hochladen | Mauer beim Gampertor HERIS-ID: 9376 Objekt-ID: 5349                                                 | neben Gampertorplatz 3 Standort KG: Hallein                    | | BDA-Hist.: Q38034861 Status: Bescheid Stand der BDA-Liste: 2025-06-30 Name: Mauer beim Gampertor GstNr.: .310                                                                                                  |
| ja    | Datei hochladen | Wohnhaus HERIS-ID: 9159 Objekt-ID: 5127                                                             | Goldgasse 1 Standort KG: Hallein                               | | BDA-Hist.: Q38028468 Status: Bescheid Stand der BDA-Liste: 2025-06-30 Name: Wohnhaus GstNr.: .385 |
| ja    | Datei hochladen | Bürgerhaus HERIS-ID: 9160 Objekt-ID: 5128                                                           | Goldgasse 2 Standort KG: Hallein                               | | BDA-Hist.: Q38028474 Status: Bescheid Stand der BDA-Liste: 2025-06-30 Name: Bürgerhaus GstNr.: .378 |
| ja    | Datei hochladen | Wohnhaus HERIS-ID: 9161 Objekt-ID: 5129                                                             | Goldgasse 3 Standort KG: Hallein                               | | BDA-Hist.: Q38028484 Status: Bescheid Stand der BDA-Liste: 2025-06-30 Name: Wohnhaus GstNr.: .386 Goldgasse 3, Hallein                                                                                         |
| ja    | Datei hochladen | Wohnhaus HERIS-ID: 9162 Objekt-ID: 5130                                                             | Goldgasse 4 Standort KG: Hallein                               | | BDA-Hist.: Q38028493 Status: Bescheid Stand der BDA-Liste: 2025-06-30 Name: Wohnhaus GstNr.: 112 |
| ja    | Datei hochladen | Wohnhaus HERIS-ID: 9163 Objekt-ID: 5131                                                             | Goldgasse 5 Standort KG: Hallein                               | | BDA-Hist.: Q38028507 Status: Bescheid Stand der BDA-Liste: 2025-06-30 Name: Wohnhaus GstNr.: .387 |
| ja    | Datei hochladen | Wohnhaus HERIS-ID: 9164 Objekt-ID: 5132                                                             | Goldgasse 6 Standort KG: Hallein                               | | BDA-Hist.: Q38028516 Status: Bescheid Stand der BDA-Liste: 2025-06-30 Name: Wohnhaus GstNr.: .391 Goldgasse 6 (Hallein)                                                                                        |
| ja    | Datei hochladen | Bürgerhaus HERIS-ID: 9165 Objekt-ID: 5133                                                           | Goldgasse 7 Standort KG: Hallein                               | | BDA-Hist.: Q38028551 Status: Bescheid Stand der BDA-Liste: 2025-06-30 Name: Bürgerhaus GstNr.: .388 |
| ja    | Datei hochladen | Ehem. Gasthaus Goldene Kugel HERIS-ID: 9166 Objekt-ID: 5134                                         | Gollingertorgasse 1, 4 Standort KG: Hallein                    | | BDA-Hist.: Q38028583 Status: Bescheid Stand der BDA-Liste: 2025-06-30 Name: Ehem. Gasthaus Goldene Kugel GstNr.: .242/1 Hallein Gollingertorgasse 1 u 4                                                        |
| ja    | Datei hochladen | Bürgerhaus, Café HERIS-ID: 9167 Objekt-ID: 5135                                                     | Gollingertorgasse 2 Standort KG: Hallein                       | | BDA-Hist.: Q38028645 Status: Bescheid Stand der BDA-Liste: 2025-06-30 Name: Bürgerhaus, Café GstNr.: .243 Hallein Gollingertorgasse 2                                                                          |
| ja    | Datei hochladen | Wohnhaus HERIS-ID: 9168 Objekt-ID: 5136                                                             | Griestorgasse 1 Standort KG: Hallein                           | | BDA-Hist.: Q38028709 Status: Bescheid Stand der BDA-Liste: 2025-06-30 Name: Wohnhaus GstNr.: .253/1 |
| ja    | Datei hochladen | Wohnhaus HERIS-ID: 9169 Objekt-ID: 5137                                                             | Griestorgasse 3 Standort KG: Hallein                           | | BDA-Hist.: Q38028754 Status: Bescheid Stand der BDA-Liste: 2025-06-30 Name: Wohnhaus GstNr.: .250 |
| ja    | Datei hochladen | Bürgerhaus HERIS-ID: 9170 Objekt-ID: 5138                                                           | Griestorgasse 4 Standort KG: Hallein                           | | BDA-Hist.: Q38028820 Status: Bescheid Stand der BDA-Liste: 2025-06-30 Name: Bürgerhaus GstNr.: .259 |
| ja    | Datei hochladen | Wohnhaus HERIS-ID: 9171 Objekt-ID: 5139                                                             | Griestorgasse 6 Standort KG: Hallein                           | | BDA-Hist.: Q38028860 Status: Bescheid Stand der BDA-Liste: 2025-06-30 Name: Wohnhaus GstNr.: .260 |
| ja    | Datei hochladen | Gruber-Kenotaph am Gruberplatz HERIS-ID: 9382 Objekt-ID: 5355                                       | Gruberplatz 1 Standort KG: Hallein                             | Das Grab von Franz Xaver Gruber befindet sich nach wie vor auf dem 1882 aufgelassenen alten Friedhof unmittelbar neben der Stadtpfarrkirche. | BDA-Hist.: Q38035124 Status: Bescheid Stand der BDA-Liste: 2025-06-30 Name: Gruber-Kenotaph am Gruberplatz GstNr.: 254/1                                                                                       |
| ja    | Datei hochladen | Stadtpfarrkirche St. Anton HERIS-ID: 9372 Objekt-ID: 5345                                           | bei Gruberplatz 2 Standort KG: Hallein                         | Eine Kirche wurde 1347 urkundlich genannt. Der gotische Chor stammt vom mittelalterlichen Kirchenbau. Bis 1533 war die Kirche dem Stift St. Peter inkorporiert. Von 1769 bis 1775 wurde das Langhaus nach den Plänen des Architekten Wolfgang Hagenauer neu erbaut. Die Kirche wurde 1800 geweiht. 1943 war ein Kirchenbrand. Die Kirche wurde 1953/1954 restauriert. Der im Kern romanische Turm ist nach dem Brand 1943 im Jahr 1945 eingestürzt. Der Neubau des Turmes erfolgte 1965 nach den Plänen des Architekten Jakob Adlhart. Der einschiffige klassizistische Saalbau mit einem gotischen Chor hat einen Nordturm der Moderne. | BDA-Hist.: Q22330651 Status: Bescheid Stand der BDA-Liste: 2025-06-30 Name: Stadtpfarrkirche St. Anton GstNr.: .404 Stadtpfarrkirche St. Anton (Hallein)                                                       |
| ja    | Datei hochladen | Friedhofsmauer des ehem. Kirchhofs am Gruberplatz HERIS-ID: 9374 Objekt-ID: 5347                    | Gruberplatz Standort KG: Hallein                               | | BDA-Hist.: Q38034802 Status: Bescheid Stand der BDA-Liste: 2025-06-30 Name: Friedhofsmauer des ehem. Kirchhofs am Gruberplatz GstNr.: .401/3 Friedhofsmauer am Gruberplatz, Hallein                            |
| ja    | Datei hochladen | Ehem. Wohnhaus Franz Xaver Grubers HERIS-ID: 9172 Objekt-ID: 5140                                   | Gruberplatz 1 Standort KG: Hallein                             | In dem langgestreckten Gebäude gleich nördlich der Pfarrkirche lebte und starb der Komponist Franz Xaver Gruber. | BDA-Hist.: Q38028895 Status: Bescheid Stand der BDA-Liste: 2025-06-30 Name: Ehem. Wohnhaus Franz Xaver Grubers GstNr.: .354                                                                                    |
| ja    | Datei hochladen | Wohnhaus HERIS-ID: 9173 Objekt-ID: 5141                                                             | Hoher Weg 1 Standort KG: Hallein                               | | BDA-Hist.: Q38028947 Status: Bescheid Stand der BDA-Liste: 2025-06-30 Name: Wohnhaus GstNr.: .54 |
| ja    | Datei hochladen | Bürgerhaus HERIS-ID: 9174 Objekt-ID: 5142                                                           | Hoher Weg 3 Standort KG: Hallein                               | | BDA-Hist.: Q38028978 Status: Bescheid Stand der BDA-Liste: 2025-06-30 Name: Bürgerhaus GstNr.: .53 |
| ja    | Datei hochladen | Wohnhaus HERIS-ID: 9175 Objekt-ID: 5143                                                             | Hoher Weg 5 Standort KG: Hallein                               | | BDA-Hist.: Q38029027 Status: Bescheid Stand der BDA-Liste: 2025-06-30 Name: Wohnhaus GstNr.: .52 |
| ja    | Datei hochladen | Wohnhaus HERIS-ID: 9176 Objekt-ID: 5144                                                             | Hoher Weg 7 Standort KG: Hallein                               | Das dreigeschoßige giebelständige Wohnhaus ist im Kern spätmittelalterlich. | BDA-Hist.: Q38029081 Status: Bescheid Stand der BDA-Liste: 2025-06-30 Name: Wohnhaus GstNr.: .51 |
| ja    | Datei hochladen | Wohnhaus HERIS-ID: 9177 Objekt-ID: 5145                                                             | Hoher Weg 9 Standort KG: Hallein                               | | BDA-Hist.: Q38029119 Status: Bescheid Stand der BDA-Liste: 2025-06-30 Name: Wohnhaus GstNr.: .50 |
| ja    | Datei hochladen | Wohnhaus HERIS-ID: 9178 Objekt-ID: 5146                                                             | Hoher Weg 11 Standort KG: Hallein                              | Das dreigeschoßige giebelständige Wohnhaus ist im Kern spätmittelalterlich. | BDA-Hist.: Q38029202 Status: Bescheid Stand der BDA-Liste: 2025-06-30 Name: Wohnhaus GstNr.: .49 |
| ja    | Datei hochladen | Wohnhaus HERIS-ID: 9179 Objekt-ID: 5147                                                             | Hoher Weg 13 Standort KG: Hallein                              | Das dreigeschoßige giebelständige Wohnhaus ist im Kern spätmittelalterlich. | BDA-Hist.: Q38029223 Status: Bescheid Stand der BDA-Liste: 2025-06-30 Name: Wohnhaus GstNr.: .48/1 |

## Ehemalige Denkmäler
| Foto |                 | Denkmal                                          | Standort                               | Beschreibung | Metadaten                                                                                           |
| ---- | --------------- | ------------------------------------------------ | -------------------------------------- | ------------ | --------------------------------------------------------------------------------------------------- |
| ja   | Datei hochladen | Wohnhaus HERIS-ID: 11901 Objekt-ID: 8022bis 2020 | Augustinergasse 3 Standort KG: Hallein |              | BDA-Hist.: Q38116207 Status: Bescheid Stand der BDA-Liste: 2020-02-29 Name: Wohnhaus GstNr.: .398/2 |